# Cop d'Estat de Luxemburg de 1856
El Cop d'Estat de Luxemburg de 1856, també anomenat Putsch de 1856, fou una revisió reaccionària de la Constitució de Luxemburg realitzada el 27 de novembre de 1856. Tot i que no fou un autèntic cop d'estat o una revolució, els seus detractors ho van anomenar un cop reial, ja que mitjançant aquest moviment el Rei-Gran Duc Guillem III va ampliar enormement els seus poders, i aquest nom ha acabat quallant en la historiografia principal. Amb l'objectiu de revertir l'èxit dels liberals en la redacció de la constitució de 1848, els principals canvis realitzats per Guillem foren revocats quan es promulgà una nova constitució el 1868 després de la Crisi de Luxemburg. Tanmateix, algunes de les creacions d'aquesta Constitució, com ara el Consell d'Estat, s'han mantingut fins a l'actualitat.
En aquell moment, per formar el govern de Luxemburg es necessitava el suport tant de la Cambra de Diputats com del Gran Duc; sense el primer, el govern de de la Fontaine va caure el 1848, mentre que el govern de Jean-Jacques Willmar va ser destituït per part del Gran Duc el 1853, tot i que encara tenia la confiança de la Cambra de Diputats. Això va crear una rivalitat entre la monarquia i la Cambra.
En un discurs reial realitzat el 7 d'octubre de 1856, el Governador de Luxemburg, el Príncep Enric, va anunciar una reforma de la constitució, fet que era necessari per alinear-se amb la resta de la Confederació Germànica, segons va exposar. Els liberals de la Cambra es van rebel·lar, exigint que res es canviés amb relació a les llibertats aconseguides gràcies a la Revolució de 1848 i de la independència dels Països Baixos. El projecte de resposta dels liberals es va aprovar amb 31 vots a favor i 15 en contra.
El 28 d'octubre, la Cambra va votar ajornar la decisió fins al 19 de novembre. Aquell dia, la Cambra va treure la confiança al govern i sol·licitar un ou ajornament, que va ser refusat. Els liberales, aleshores, van abandonar la Cambra, refusant presentar-se també l'endemà. En resposta, el Gran Duc va dissoldre la Cambra, i el govern va presentar al monarca una nova constitució, a més d'una condemna a la retirada de l'oposició. El Gran Duc va signar la constitució el 27 de novembre, i els canvis foren publicats el 30 de novembre al Mémorial. El 29 de gener de 1857 va ser aprovada per la Confederació Germànica.
Els canvis van incloure:
- La creació del Consell d'Estat, seguint el model del Consell francès, i nomenat pel Gran Duc. Mentre eu el mètode de nomenament fou revisat el 1866, el Consell d'Estat encara existeix en l'actualitat.
- Restriccions a la llibertat de premsa, eliminades el 1868.[4]
- Afegit a la constitució que 'la sobirania resideix en la persona del Rei-Gran Duc', frase que fou eliminada en una esmena el 15 de maig de 1919.
- Increment de la renta mínima per poder votar, reduït només de la introducció del sufragi universal el 1919.
- Reorganització de les eleccions per a la Cambra de Diputats per incloure dues classes de diputats: aquells qui paguen més de 125 francs d'impostos elegeixen 15 membres en representació dels districtes, i aquells qui paguen entre 10 i 125 francs d'impostes elegeixen 16 membres en representació dels cantons. Aquesta mesura proporciona als rics una gran proporció de la representació en comparació amb la resta de la població, mesura similar a la vigent en aquell moment a la Constitució prussiana. Aquesta mesura fou eliminada en la nova constitució de 1868.